# Becquerel

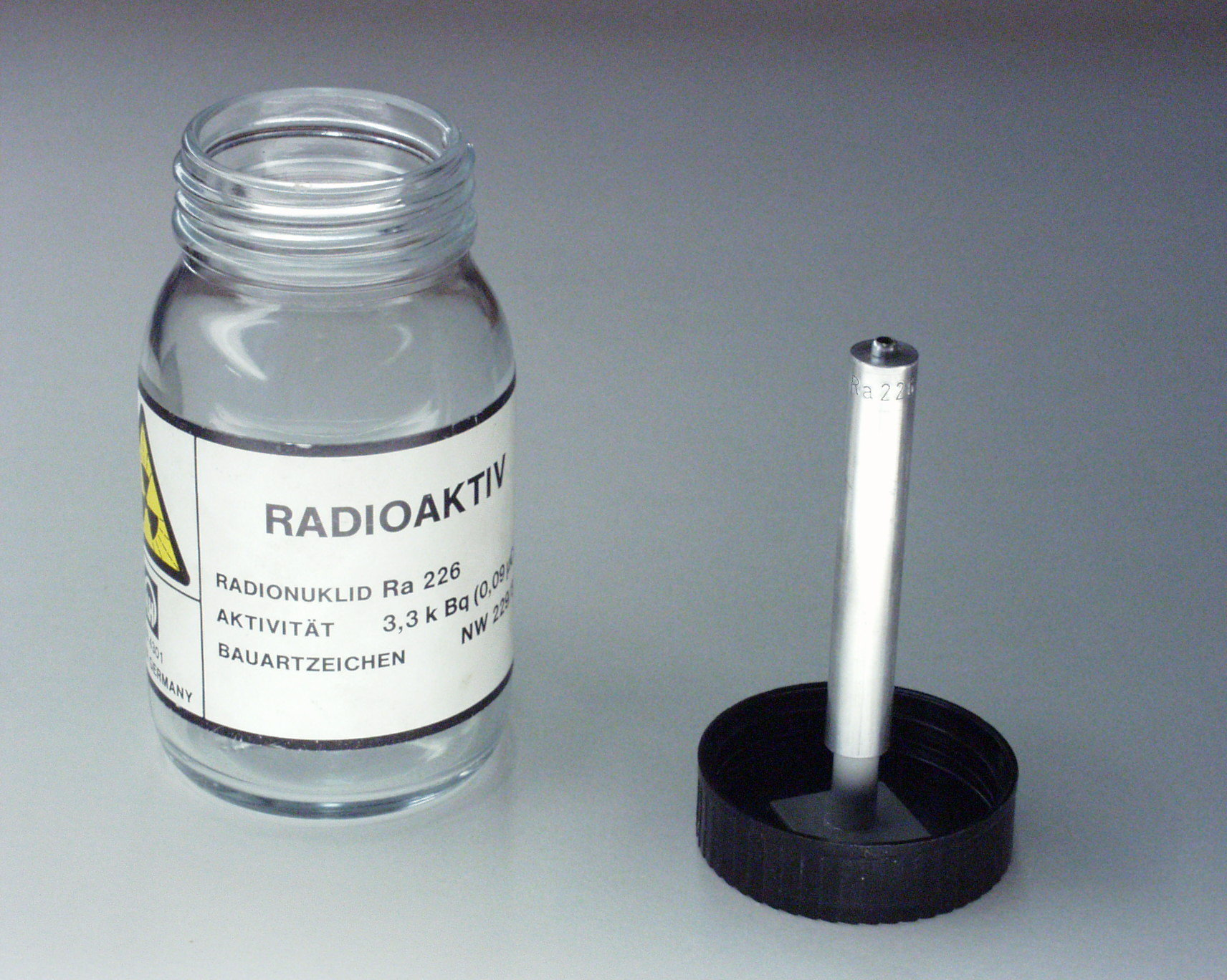
Ra–226 sugárforrás, aktivitása 3300 Bq (3,3 kBq)

A becquerel (jele: Bq) ('be-kə-rel) az aktivitás származtatott SI-egysége. Definíció szerint egy becquerel az aktivitása annak a radioaktív anyagnak, amelyben másodpercenként egy atommag bomlik el. A becquerel az SI alapegységeivel kifejezve: Bq = s−1. Az elnevezés Henri Becquerel francia fizikus nevéből származik, aki 1903-ban megosztott Nobel-díjat kapott Pierre és Marie Curie-vel, elismerve ezzel a radioaktivitás felfedezése terén tett munkájukat.

## Definíció
{\displaystyle 1{\mbox{ Bq}}\ =\ 1{\mbox{ s}}^{-1}\ =\ 1\ {\frac {1}{\mbox{s}}}}
A másodperc reciprokával megegyező dimenziójú (s−1) egységre annak érdekében vezettek be különleges nevet, hogy azzal kifejezve a radioaktivitást elkerülhetőek legyenek a prefixumok összetévesztéséből származó potenciális veszélyek. Például, az 1 µs−1 (1 MBq) kifejezés értelmezhető úgy, mint 106 bomlás/másodperc: 1·10−6 s)−1 = 106 s−1 (azaz 106 Bq).
A napjainkban csak a periodikus jelenségek frekvenciájának a megadására használatos hertz (Hz) dimenziója szintén a másodperc reciprokával egyenlő.

## Kapcsolata a curie-vel
A becquerel az aktivitás korábban használatos nem-SI-mértékegységét, a curie-t (Ci) váltotta fel, amelyet egy gramm rádium-226 aktivitása alapján definiáltak. A curie a meghatározás szerint 3,7·1010 s−1, azaz 37 GBq.
|       | becquerel (SI) | gigabecquerel  | curie          | mikrocurie     |
| ----- | -------------- | -------------- | -------------- | -------------- |
| 1 Bq  | ≡ 1 s−1        | = 10−9 GBq     | = 2,7·10−11 Ci | = 2,7·10−5 μCi |
| 1 GBq | = 109 Bq       | ≡ 109 s−1      | = 0,027 Ci     | = 27 000 μCi   |
| 1 Ci  | = 3,7·1010 Bq  | = 37 GBq       | ≡ 3,7·1010 s−1 | = 106 μCi      |
| 1 μCi | = 37 000 Bq    | = 3,7·10−5 GBq | = 10−6 Ci      | ≡ 3,7·104 s−1  |

## Az aktivitás kiszámítása
Egy adott izotóp aktivitása (A) a következőképpen számolható:
{\displaystyle A={\frac {m}{M}}\cdot N_{\mathrm {A} }\cdot {\frac {\ln(2)}{T_{1/2}}}}
Ahol:
- m: az izotóp tömege;
- M: az izotóp moláris tömege;
- NA: az Avogadro-állandó;
- T1/2: a felezési idő.

Például, egy gramm kálium 0,000118 gramm kálium-40 izotópot tartalmaz (minden más izotóp stabil); amelynek felezési ideje 1,248·109 év, azaz 39,38·1015 másodperc; moláris tömege 39,964 g/mol; következésképpen az aktivitása 31 Bq.

## Példák
- A természetes kálium (40K) egy tipikus emberi szervezetben másodpercenként 4000 bomlást produkál, azaz aktivitása 4 kBq.[5]
- A hirosimai atombomba-robbantás  (14 kt TNT vagy 59 TJ) becslések szerint 8·1024 Bq (8 YBq, 8 jottabecquerel) aktivitást eredményezett.[6]

## Fordítás
Ez a szócikk részben vagy egészben  a   Becquerel című angol Wikipédia-szócikk fordításán alapul.  Az eredeti cikk szerkesztőit annak laptörténete sorolja fel. Ez a jelzés csupán a megfogalmazás eredetét és a szerzői jogokat jelzi, nem szolgál a cikkben szereplő információk forrásmegjelöléseként.